# Procris
Procris is een geslacht van vlinders uit de familie van de bloeddrupjes (Zygaenidae) en de onderfamilie Procridinae.

## Soorten
- P. acanthophora Agenjo, 1937
- P. aerea (Grum-Grshimailo, 1902)
- P. albanica Naufock, 1926
- P. algirica Rothschild, 1917
- P. alpina Alberti, 1937
- P. amaura (Staudinger, 1887)
- P. ambigua (Staudinger, 1887)
- P. anatolica Naufock, 1929
- P. bolivari Agenjo, 1937
- P. budensis (Speyer, 1858)
- P. capitalis (Staudinger, 1879)
- P. cirtana Lucas, 1849
- P. cognata Herrich-Schäffer, 1851
- P. chalcochlora (Hampson, 1900)
- P. chloronota (Staudinger, 1870)
- P. chloros (Hübner, 1818)
- P. dolosa (Staudinger, 1887)
- P. duskei (Grum-Grshimailo, 1907)
- P. eberti Alberti, 1968
- P. formosana Matsumura, 1927
- P. fredi Alberti, 1939
- P. geryon (Hübner, 1818)
- P. globulariae (Hübner, 1793)
- P. graeca Jordan, 1907
- P. hamifera Jordan, 1907
- P. hector (Jordan, 1907)
- P. hispanica Alberti, 1937
- P. horni Alberti, 1937
- P. incerta (Staudinger, 1887)
- P. jordani Naufock, 1921
- P. kermana Alberti, 1967
- P. khorassana Alberti, 1939
- P. kruegeri (Turati, 1930)
- P. levantina Jordan, 1931
- P. mannii (Lederer, 1882)
- P. maroccana Naufock, 1937
- P. mauretanica Naufock, 1932
- P. mekrana Alberti, 1939
- P. micans (Freyer, 1833)
- P. mystrocera Püngeler, 1914

- P. naufocki Alberti, 1937
- P. notata (Zeller, 1847)
- P. obscura Zeller, 1847
- P. omotoi Alberti, 1965
- P. orana (Austaut, 1880)
- P. pamirensis Hampson, 1919
- P. paupera (Christoph, 1887)
- P. pekinensis Draeseke, 1926
- P. persepolis Alberti, 1938
- P. pfeifferei Naufock, 1935
- P. reisseri Naufock, 1932
- P. rjabovi Alberti, 1938
- P. rungsi (Dujardin, 1973)
- P. schmidti Naufock, 1933
- P. sengana Alberti, 1939
- P. solana (Staudinger, 1887)
- P. splendens (Staudinger, 1887)
- P. statices (Linnaeus, 1758)
- P. staudingeri (Alberti, 1954)
- P. storaiae Tarmann, 1977
- P. subdolosa (Staudinger, 1887)
- P. subsolana (Staudinger, 1862)
- P. subtristis (Staudinger, 1887)
- P. suspecta (Staudinger, 1887)
- P. syriaca Alberti, 1937
- P. taftana Alberti, 1939
- P. tenuicornis Zeller, 1847
- P. vartinae Malicky, 1961
- P. volgensis (Möschler, 1862)